# Formacja Morrison

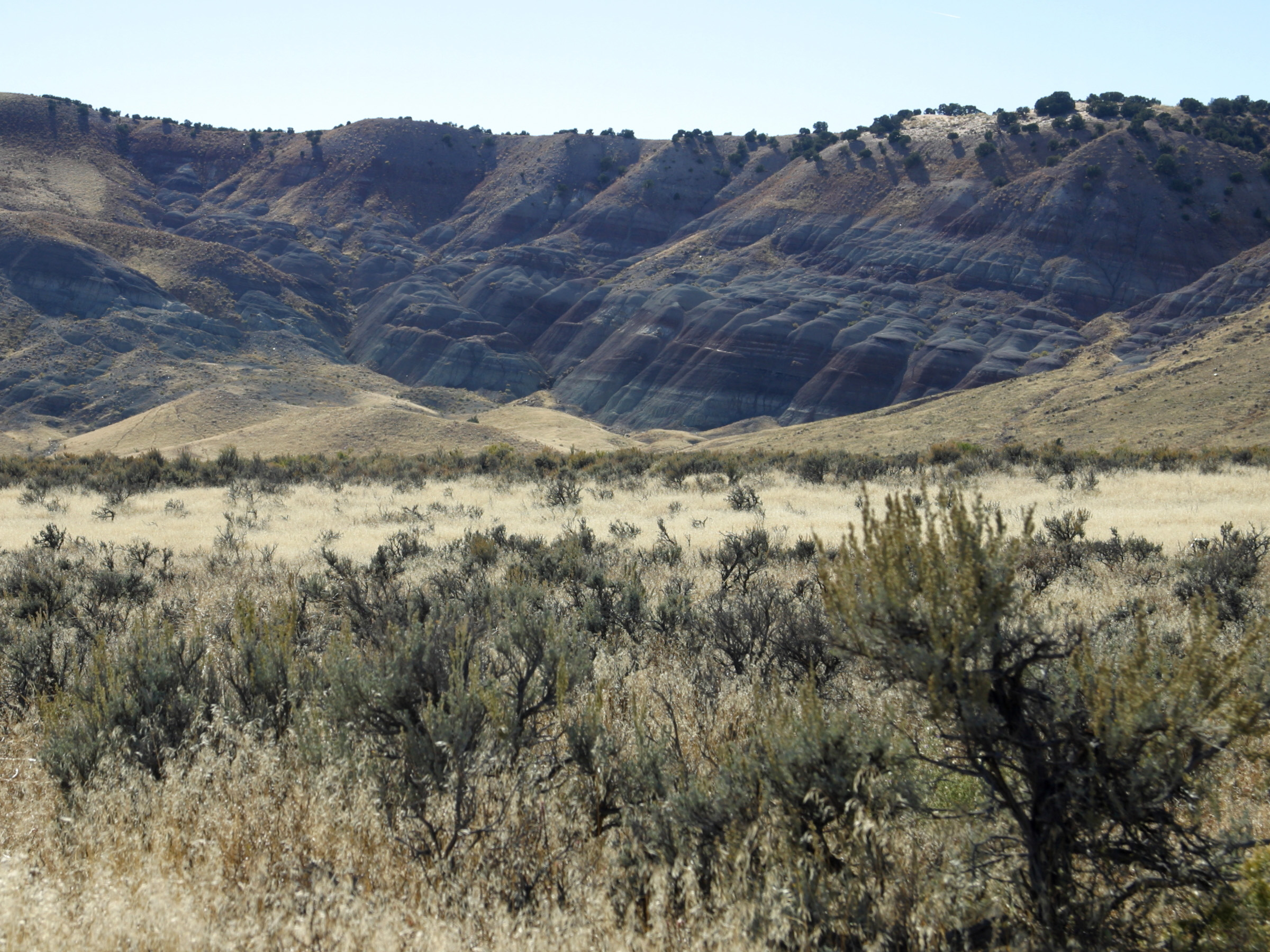
Formacja Morrison

Morrison – formacja skalna rozciągająca się na zachodzie Ameryki Północnej od Kanady na północy po Arizonę, Nowy Meksyk i Teksas w Stanach Zjednoczonych na południu i od Idaho na zachodzie do Nebraski na wschodzie na powierzchni około 1,5 mln km². Nazwa pochodzi od miasta Morrison w stanie Kolorado, w pobliżu którego w 1877 po raz pierwszy znaleziono skamieniałości pochodzące z warstw tej formacji. Wiek formacji Morrison jest datowany na późną jurę (kimeryd-tyton), 155–148 mln lat temu. Reprezentuje ona osady słodkowodne, tworzące się na nizinie pozostałej po wycofaniu się płytkiego morza epikontynentalnego, zwanego Morzem Sundance. Na terenie stanów Kolorado, Nowy Meksyk i Utah znajdują się duże złoża uranu.

## Klimat w okresie późnej jury
Na terenie dzisiejszej Montany klimat był wilgotny, liczne były bagna, moczary i mokradła, na co wskazuje tworzenie się tam pokładów węgla. W kierunku współczesnego stanu Kolorado ciągnęły się równiny zalewowe wielkich meandrujących rzek oraz okresowe jeziora. W tej okolicy skamieniałości występują najliczniej, gdyż w trakcie pory deszczowej woda zalewała niżej położone tereny. Na zachodzie, w Utah i Arizonie znajdowały się tereny wyżynne porośnięte lasami sekwojowymi. Od południa formacja Morrison była prawdopodobnie ograniczona pustynią, na co wskazują znacznie suchsze niż na północy warunki.

## Stanowiska
- Bone Cabin (Wyoming)
- Cleveland-Lloyd Quarry (Utah)
- Como Bluff (Wyoming)
- Dinosaur National Monument (Utah)
- Hanksville-Burpee Quarry (Utah)
- Dry Mesa Quarry (Kolorado)

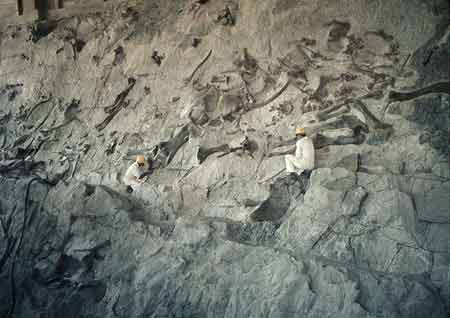
Dinosaur National Monument

- Fruita Paleontological Resource Area (Kolorado)

## Skamieniałości
Przykłady rodzajów zwierząt, których skamieniałości odnaleziono w formacji Morrison:
|  | - Ceratodus - Hulettia - Leptolepis - Morrolepis - Enneabatrachus - Iridotriton - Rhadinosteus Żółwie - Dinochelys - Dorsetochelys - Glyptops - Uluops Sfenodonty - Eilenodon - Opisthias - Theretairus | Łuskonośne - Diablophis - Dorsetisaurus - Paramacellodus - Saurillodon - Schillerosaurus Choristodera - Cteniogenys Krokodylomorfy - Amphicotylus - Eutretauranosuchus - Fruitachampsa - Hallopus - Hoplosuchus - Macelognathus Pterozaury - Comodactylus - Dermodactylus - Kepodactylus - Laopteryx - Mesadactylus | Teropody - Allosaurus - Ceratosaurus - Coelurus - Hesperornithoides - Marshosaurus - Ornitholestes - Saurophaganax - Stokesosaurus - Tanycolagreus - Torvosaurus Zauropody - Amphicoelias - Apatosaurus - Barosaurus - Brachiosaurus - Brontosaurus - Camarasaurus - Diplodocus - Galeamopus - Haplocanthosaurus - Kaatedocus - Smitanosaurus - Supersaurus - Suuwassea | Dinozaury ptasiomiedniczne - Alcovasaurus - Camptosaurus - Dryosaurus - Fruitadens - Gargoyleosaurus - Hesperosaurus - Mymoorapelta - Othnielosaurus - Stegosaurus Trykonodonty - Amphidon - Aploconodon - Comodon - Priacodon - Triconolestes - Trioracodon Wieloguzkowce - Ctenacodon - Morrisonodon - Psalodon - Zofiabaatar | Inne - Amblotherium - Docodon - Dryolestes - Fruitafossor - Laolestes - Paurodon |